# Korîtuvata, Kozeatîn
Korîtuvata (în ucraineană Коритувата) este un sat în comuna Samhorodok din raionul Kozeatîn, regiunea Vinnița, Ucraina.

## Demografie
Componența lingvistică a localității Korîtuvata
     Ucraineană (98,03%)
     Rusă (1,32%)
Conform recensământului din 2001, majoritatea populației localității Korîtuvata era vorbitoare de ucraineană (98,03%), existând în minoritate și vorbitori de rusă (1,32%).